# Eritrichium qofengense
Eritrichium qofengense är en strävbladig växtart som beskrevs av Yong Yung Shan Lian och J. Q. Wang. Eritrichium qofengense ingår i släktet Eritrichium och familjen strävbladiga växter. Inga underarter finns listade i Catalogue of Life.